# مهدی کروبی در انتخابات ریاست‌جمهوری ایران (۱۳۸۸)

حدود درصد رای‌های کروبی در استان‌های کشور بنابر اعلام وزارت کشور

مهدی کروبی، از نامزدهای دهمین دوره ریاست جمهوری ایران است. وی اولین فردی بود که حضورش را در انتخابات اعلام کرد و حتی از ۴ سال پیش و در پی شکست در انتخابات دوره نهم، با تشکیل حزب اعتماد ملی، جهت حضور در این انتخابات برنامه‌ریزی کرد. وی در ۲۱ مهر ۸۷ به‌طور رسمی نامزدی اش را اعلام کرد و در روز ۱۹ اردیبهشت ۸۸ با حضور در ستاد انتخابات ثبت نام کرد.
مهدی کروبی با شعار «تغییر» پا به عرصه رقابت‌های ریاست جمهوری نهاده‌بود. او در بیانیه‌های انتخاباتی که منتشر کرده بود، اعلام کرده بود که خود را به پاسداری از حقوق شهروندی، حقوق زنان و اقوام متعهد می‌داند. یکی از طرح‌های آقای کروبی در انتخابات دوره دهم، طرح تبدیل شرکت ملی نفت ایران به یک شرکت سهامی عام با سهامداری کلیه شهروندان ایرانی است. در این دوره چهره‌های سرشناسی مانند غلام‌حسین کرباسچی از حزب کارگزاران سازندگی، عطا الله مهاجرانی و محمدعلی نجفی از نزدیکان حزب کارگزاران، محمدعلی رحمانی و محمدعلی ابطحی از مجمع روحانیون مبارز و عباس عبدی از اعضای سابق حزب مشارکت از نامزدی مهدی کروبی در انتخابات حمایت نمودند.
روزنامه اعتمادملی هم به نقل از نورعلی تابنده، قطب وقت دراویش گنابادی تیتر زد: " حمایت از کروبی وظیفه تمام فقرا است و پس از آن دراویش گنابادی از نامزدی مهدی کروبی حمایت کردند.
کروبی اهم برنامه‌های خود را مسائل اقتصادی و مسائل سیاست داخلی دانست، دفاع از آزادی مشروع مردم و حقوق آن‌ها را اعلام داشت.

## ثبت نام
کروبی، در صبح شنبه ۱۹ اردیبهشت و در روز آخر ثیت نام، در وزارت کشور حاضر شده و شخصاً ثبت نام کرد. پس از آن در جمع خبرنگاران حاضر شد.
با اطلاع از نقاط ضعف و قوت و آگاهی از شرایط موجود و با توجه به اینکه چندین سال است در قدرت نبوده‌ایم، با یاری خدا و به عشق نظام، کشور، منافع ملی و مردم آمادگی خود را برای حضور در دهمین انتخابات ریاست جمهوری اعلام می‌کنم.

## فعالیت‌های انتخاباتی
کروبی، غلامحسین کرباسچی را به عنوان رئیس ستاد انتخاباتی خود تعیین کرد، و کرباسچی این درخواست را پذیرفت. وی همچنین اعلام کرده‌است در صورت پیروزی در انتخابات، کرباسچی را به عنوان معاون اول خود منصوب می‌کند وی همچنین وعده داد در صورت پیروزی در انتخابات محمدعلی رحمانی را به عنوان وزیر کشور معرفی خواهد کرد.

### شکستن درب دانشگاه امیرکبیر
کروبی و همراهانش از جمله غلامحسین کرباسچی، شنبه ۹ خرداد ۱۳۸۸ برای تشریح دیدگاه‌ها و برنامه‌های این نامزد اصلاح‌طلب انتخابات ریاست جمهوری دهم در دانشگاه امیرکبیر تهران حضور یافتند. فشار دانشجویان معترض به ممانعت از ورود مهدی کروبی و همرانش به دانشگاه امیرکبیر تهران، موجب شکسته شدن در اصلی این دانشگاه شد. زهرا بختیاری مدیرکل روابط عمومی دانشگاه امیرکبیر این تجمع را از نظر دانشگاه کاملاً غیرقانونی دانست و گفت حجت الاسلام کروبی در حال حاضر در مسجد دانشگاه در حال سخنرانی است. فیلمی از این واقعه هم در وبگاه یوتیوب قرار گرفت که قابل مشاهده است.

## تبلیغات انتخاباتی

### فیلم انتخاباتی
سه فیلم مستند انتخاباتی کروبی در روزهای ۱۱ خرداد (۲۱:۴۵ شبکه یک)، ۱۶ خرداد (۲۱:۴۵ شبکه یک) و ۱۸ خرداد (شبکه جام جم) هر کدام به مدت سی دقیقه پخش شد. این فیلم‌ها با همکاری مشترک سید ضیاء الدین دری، علی معلم و بهروز افخمی تهیه شده‌اند.
این فیلم انتخاباتی با اعتراض علی مطهری مواجه شد. علی مطهری با نوشتن نامه‌ای سرگشاده خطاب به مهدی کروبی به برقراری روابط سیاسی ایران با آمریکا از نظر مهدی کروبی، مخالفت مهدی کروبی با حجاب اجباری و مخالفت مهدی کروبی با تعدد زوجین که در این فیلم انتخاباتی مطرح شده بود، اعتراض کرد.

### تجمع در میدان ولیعصر تهران
مهدی کروبی شب چهارشنبه ۲۰ خرداد به جمع بیش از ۱۵ هزار نفری حامیانش در خیابان ولی عصر پیوست. کروبی از سر خیابان فاطمی تا میدان ولیعصر با حامیانش پیاده آمد و سپس در میدان ولی عصر قصد سخنرانی داشت اما لحظاتی قبل، افراد لباس شخصی با حمله با گاز اشک‌آور و باتوم، سیستم صوتی را تخریب کردند.

## حامیان
غلامحسین کرباسچی، محمدعلی رحمانی، عباس عبدی، محمدعلی ابطحی، محمدعلی نجفی، جمیله کدیور، عطاءالله مهاجرانی، سید مهدی امام جمارانی، سید محمدکاظم موسوی بجنوردی، حسن امینی، عمادالدین باقی، مرتضی الویری، الهه راستگو، بهروز افخمی، ضیاءالدین دری، الیاس حضرتی، محمد جواد حق‌شناس، علی معلم، محمدصادق جوادی حصار، سید رضا نوروززاده، محسن رهامی، محمد قوچانی، احمد زیدآبادی، کسری نوری، یوسف مولایی، تقی رحمانی، فرشید یداللهی تعدادی از فعالان سیاسی مدنی کرد، نمایندگان دوره‌های مجلس شهرهای کردنشین و دراویش گنابادی

### هنرمندان حامی
ساسی مانکن
مهدی مدرس، اورامان، مهران مستی، مهدی مقدم،
باران کوثری، محسن مخملباف
سید ضیاءالدین دری،
علی معلم،
بهروز افخمی،
صالح دلدم

### ورزشکاران حامی
افشین قطبی

### احزاب حامی
حزب اعتماد ملی، سازمان ادوار تحکیم وحدت و دفتر تحکیم وحدت،
حزب دموکرات کردستان ایران (به‌طور مشروط)،
دانشجویان و دانش آموختگان لیبرال دانشگاه‌های ایران،حزب اعتدال و توسعه مازندران

### روزنامه‌های حامی
اعتماد ملی، روزنامه اعتماد، آفتاب یزد